# Ere del Giappone
Le ere del Giappone costituiscono il metodo secondo cui i giapponesi suddividono la storia in intervalli di tempo universalmente riconosciuti. Per questo rappresentano un elemento importante della storia e della cultura giapponese.
Tale sistema, detto nengō (年号? "nome dell'anno") o gengō (元号?), prevede che il nome dell'imperatore in quel momento al comando sia seguito dall'anno corrispondente al suo mandato ma, fino al 1868, era possibile che all'interno di un regno di un unico imperatore vi fossero incluse diverse ere con nomi differenti. Ciò poteva accadere perché alcune circostanze particolari lo imponevano, o semplicemente era un modo utilizzato da alcuni imperatori per dare un segnale di rottura nella continuità del regno. Importato dalla cultura cinese, venne instaurato per volere dell'imperatore Kōtoku a partire dal 645, anno in cui iniziò l'era Taika (大化?), ovvero l'era del "grande cambiamento". Il sistema fu utilizzato discontinuamente fino all'VIII secolo, venendo adottato definitivamente a partire dall'anno 701.
Per convertire un anno giapponese nel corrispondente anno secondo il calendario gregoriano, bisogna per prima cosa trovare il primo anno del nengō. Una volta trovato, occorre sottrarre 1 e in seguito aggiungere il numero dell'anno giapponese.
Per esempio, il ventitreesimo anno dell'era Shōwa (Shōwa 23) è il 1948, infatti: 1926 - 1 = 1925, + 23 = 1948.
In Giappone si usano sia il calendario gregoriano sia il sistema nengō, benché quest'ultimo sia raramente utilizzato nella bibliografia occidentale.

## Lista di ere giapponesi
| Conversione delle date secondo il calendario gregoriano nelle equivalenti date nengō | Conversione delle date secondo il calendario gregoriano nelle equivalenti date nengō | Conversione delle date secondo il calendario gregoriano nelle equivalenti date nengō | Conversione delle date secondo il calendario gregoriano nelle equivalenti date nengō                                                | Conversione delle date secondo il calendario gregoriano nelle equivalenti date nengō |
| Calendario gregoriano                                                                | Kanji                                                                                | Rōmaji                                                                               | Note |                                                                                      |
| Periodo Asuka (538–710)                                                              | Periodo Asuka (538–710)                                                              | Periodo Asuka (538–710)                                                              | Periodo Asuka (538–710) | Periodo Asuka (538–710)                                                              |
| ------------------------------------------------------------------------------------ | ------------------------------------------------------------------------------------ | ------------------------------------------------------------------------------------ | --- | ------------------------------------------------------------------------------------ |
| 645                                                                                  | 大化                                                                                 | Taika                                                                                | Imperatore Kōtoku (645–654). |                                                                                      |
| 650                                                                                  | 白雉                                                                                 | Hakuchi                                                                              | Contemporanea al periodo Hakuhō. |                                                                                      |
| 654                                                                                  | Il nome delle ere è temporaneamente discontinuo dal 654 al 686.                      |                                                                                      | |                                                                                      |
| 686                                                                                  | 朱鳥                                                                                 | Shuchō                                                                               | Conosciuta anche con i nomi Suchō, Akamitori o Akamidori; imperatore Tenmu (672–686).                                               |                                                                                      |
| 686                                                                                  | Il nome delle ere è temporaneamente discontinuo dal 686 al 701.                      |                                                                                      | |                                                                                      |
| 701                                                                                  | 大宝                                                                                 | Taihō                                                                                | Conosciuta anche con il nome Daihō; imperatore Monmu (697–707).                                                                     |                                                                                      |
| 704                                                                                  | 慶雲                                                                                 | Keiun                                                                                | Conosciuta anche con il nome Kyōun; imperatrice Genmei (707–715).                                                                   |                                                                                      |
| 708                                                                                  | 和銅                                                                                 | Wadō                                                                                 | |                                                                                      |
| Periodo Nara (710–794)                                                               |                                                                                      |                                                                                      | |                                                                                      |
| 715                                                                                  | 霊亀                                                                                 | Reiki                                                                                | Imperatrice Genshō (715–724). |                                                                                      |
| 717                                                                                  | 養老                                                                                 | Yōrō                                                                                 | |                                                                                      |
| 724                                                                                  | 神亀                                                                                 | Jinki                                                                                | Conosciuta anche con il nome Shinki; imperatore Shōmu (724–749).                                                                    |                                                                                      |
| 729                                                                                  | 天平                                                                                 | Tenpyō                                                                               | Conosciuta anche con i nomi Tenbyō o Tenhei.                                                                                        |                                                                                      |
| 749                                                                                  | 天平感宝                                                                             | Tenpyō-kanpō                                                                         | Conosciuta anche con il nome Tenbyō-kanpō.                                                                                          |                                                                                      |
| 749                                                                                  | 天平勝宝                                                                             | Tenpyō-shōhō                                                                         | Conosciuta anche con i nomi Tenbyō-shōbō o Tenpei-shōhō; imperatrice Kōken (749–758).                                               |                                                                                      |
| 757                                                                                  | 天平宝字                                                                             | Tenpyō-hōji                                                                          | Conosciuta anche con i nomi Tenbyō-hōji o Tenpei-hōji; imperatore Junnin (758–764) e nuovamente dell'imperatrice Kōken (764–770).   |                                                                                      |
| 765                                                                                  | 天平神護                                                                             | Tenpyō-jingo                                                                         | Conosciuta anche con i nomi Tenbyō-jingo o Tenhei-jingo.                                                                            |                                                                                      |
| 767                                                                                  | 神護景雲                                                                             | Jingo-keiun                                                                          | |                                                                                      |
| 770                                                                                  | 宝亀                                                                                 | Hōki                                                                                 | Imperatore Kōnin (770–781). |                                                                                      |
| 781                                                                                  | 天応                                                                                 | Ten'ō                                                                                | Imperatore Kammu (781–806). |                                                                                      |
| 782                                                                                  | 延暦                                                                                 | Enryaku                                                                              | |                                                                                      |
| Periodo Heian (794–1192)                                                             |                                                                                      |                                                                                      | |                                                                                      |
| 806                                                                                  | 大同                                                                                 | Daidō                                                                                | Imperatore Heizei (806–809) e dell'imperatore Saga (809–823).                                                                       |                                                                                      |
| 810                                                                                  | 弘仁                                                                                 | Kōnin                                                                                | Imperatore Junna (823–833). |                                                                                      |
| 824                                                                                  | 天長                                                                                 | Tenchō                                                                               | Imperatore Ninmyō (833–850). |                                                                                      |
| 834                                                                                  | 承和                                                                                 | Jōwa                                                                                 | Conosciuta anche con i nomi Shōwa o Sōwa.                                                                                           |                                                                                      |
| 848                                                                                  | 嘉祥                                                                                 | Kashō                                                                                | Conosciuta anche con il nome Kajō; imperatore Montoku (850–858).                                                                    |                                                                                      |
| 851                                                                                  | 仁寿                                                                                 | Ninju                                                                                | |                                                                                      |
| 854                                                                                  | 斉衡                                                                                 | Saikō                                                                                | |                                                                                      |
| 857                                                                                  | 天安                                                                                 | Ten'an                                                                               | Conosciuta anche con il nome Tennan; imperatore Seiwa (858–876).                                                                    |                                                                                      |
| 859                                                                                  | 貞観                                                                                 | Jōgan                                                                                | Imperatore Yōzei (876–884). |                                                                                      |
| 877                                                                                  | 元慶                                                                                 | Gangyō                                                                               | Conosciuta anche con i nomi Gankyō o Genkei; imperatore Kōkō (884–887).                                                             |                                                                                      |
| 885                                                                                  | 仁和                                                                                 | Ninna                                                                                | Conosciuta anche con il nome Ninwa; imperatore Uda (887–897).                                                                       |                                                                                      |
| 889                                                                                  | 寛平                                                                                 | Kanpyō                                                                               | Conosciuta anche con i nomi Kanpei, Kanbyō, Kanbei o Kanhei; Imperatore Daigo (887–930).                                            |                                                                                      |
| 898                                                                                  | 昌泰                                                                                 | Shōtai                                                                               | |                                                                                      |
| 901                                                                                  | 延喜                                                                                 | Engi                                                                                 | |                                                                                      |
| 923                                                                                  | 延長                                                                                 | Enchō                                                                                | Imperatore Suzaku (930–946). |                                                                                      |
| 931                                                                                  | 承平                                                                                 | Jōhei                                                                                | Conosciuta anche con il nome Shōhei.                                                                                                |                                                                                      |
| 938                                                                                  | 天慶                                                                                 | Tengyō                                                                               | Conosciuta anche con i nomi Tenkei o Tenkyō; imperatore Murakami (946–967).                                                         |                                                                                      |
| 947                                                                                  | 天暦                                                                                 | Tenryaku                                                                             | Conosciuta anche con il nome Tenreki.                                                                                               |                                                                                      |
| 957                                                                                  | 天徳                                                                                 | Tentoku                                                                              | |                                                                                      |
| 961                                                                                  | 応和                                                                                 | Ōwa                                                                                  | |                                                                                      |
| 964                                                                                  | 康保                                                                                 | Kōhō                                                                                 | Imperatore Reizei (967–969). |                                                                                      |
| 968                                                                                  | 安和                                                                                 | Anna                                                                                 | Conosciuta anche con il nome Anwa; imperatore En'yū (969–984).                                                                      |                                                                                      |
| 970                                                                                  | 天禄                                                                                 | Tenroku                                                                              | |                                                                                      |
| 973                                                                                  | 天延                                                                                 | Ten'en                                                                               | |                                                                                      |
| 976                                                                                  | 貞元                                                                                 | Jōgen                                                                                | Conosciuta anche con il nome Teigen.                                                                                                |                                                                                      |
| 978                                                                                  | 天元                                                                                 | Tengen                                                                               | |                                                                                      |
| 983                                                                                  | 永観                                                                                 | Eikan                                                                                | Conosciuta anche con il nome Yōkan; imperatore Kazan (984–986).                                                                     |                                                                                      |
| 985                                                                                  | 寛和                                                                                 | Kanna                                                                                | Conosciuta anche con il nome Kanwa; imperatore Ichijō (986–1011).                                                                   |                                                                                      |
| 987                                                                                  | 永延                                                                                 | Eien (era)                                                                           | Conosciuta anche con il nome Yōen.                                                                                                  |                                                                                      |
| 988                                                                                  | 永祚                                                                                 | Eiso                                                                                 | Conosciuta anche con il nome Yōso.                                                                                                  |                                                                                      |
| 990                                                                                  | 正暦                                                                                 | Shōryaku                                                                             | Conosciuta anche con i nomi Jōryaku o Shōreki.                                                                                      |                                                                                      |
| 995                                                                                  | 長徳                                                                                 | Chōtoku                                                                              | |                                                                                      |
| 999                                                                                  | 長保                                                                                 | Chōhō                                                                                | |                                                                                      |
| 1004                                                                                 | 寛弘                                                                                 | Kankō                                                                                | Imperatore Sanjō (1011–1016). |                                                                                      |
| 1012                                                                                 | 長和                                                                                 | Chōwa                                                                                | Imperatore Go-Ichijō (1016–1036).                                                                                                   |                                                                                      |
| 1017                                                                                 | 寛仁                                                                                 | Kannin                                                                               | |                                                                                      |
| 1021                                                                                 | 治安                                                                                 | Jian                                                                                 | Conosciuta anche con il nome Chian.                                                                                                 |                                                                                      |
| 1024                                                                                 | 万寿                                                                                 | Manju                                                                                | |                                                                                      |
| 1028                                                                                 | 長元                                                                                 | Chōgen                                                                               | Imperatore Go-Suzaku (1036–1045).                                                                                                   |                                                                                      |
| 1037                                                                                 | 長暦                                                                                 | Chōryaku                                                                             | Conosciuta anche con il nome Chōreki.                                                                                               |                                                                                      |
| 1040                                                                                 | 長久                                                                                 | Chōkyū                                                                               | |                                                                                      |
| 1044                                                                                 | 寛徳                                                                                 | Kantoku                                                                              | Imperatore Go-Reizei (1045–1068).                                                                                                   |                                                                                      |
| 1046                                                                                 | 永承                                                                                 | Eishō                                                                                | Conosciuta anche con i nomi Eijō o Yōjō.                                                                                            |                                                                                      |
| 1053                                                                                 | 天喜                                                                                 | Tengi                                                                                | Conosciuta anche con il nome Tenki.                                                                                                 |                                                                                      |
| 1058                                                                                 | 康平                                                                                 | Kōhei                                                                                | |                                                                                      |
| 1065                                                                                 | 治暦                                                                                 | Jiryaku                                                                              | Conosciuta anche con il nome Chiryaku.                                                                                              |                                                                                      |
| 1069                                                                                 | 延久                                                                                 | Enkyū                                                                                | Imperatore Go-Sanjō (1068–1073). |                                                                                      |
| 1074                                                                                 | 承保                                                                                 | Jōhō                                                                                 | Conosciuta anche con i nomi Shōhō o Shōho; Imperatore Shirakawa (1073–1086).                                                        |                                                                                      |
| 1077                                                                                 | 承暦                                                                                 | Jōryaku                                                                              | Conosciuta anche con i nomi Shōryaku o Shōreki.                                                                                     |                                                                                      |
| 1081                                                                                 | 永保                                                                                 | Eihō                                                                                 | Conosciuta anche con il nome Yōhō.                                                                                                  |                                                                                      |
| 1084                                                                                 | 応徳                                                                                 | Ōtoku                                                                                | |                                                                                      |
| 1087                                                                                 | 寛治                                                                                 | Kanji                                                                                | Imperatore Horikawa (1087–1107). |                                                                                      |
| 1094                                                                                 | 嘉保                                                                                 | Kahō                                                                                 | |                                                                                      |
| 1096                                                                                 | 永長                                                                                 | Eichō                                                                                | Conosciuta anche con il nome Yōchō.                                                                                                 |                                                                                      |
| 1097                                                                                 | 承徳                                                                                 | Jōtoku                                                                               | Conosciuta anche con il nome Shōtoku.                                                                                               |                                                                                      |
| 1099                                                                                 | 康和                                                                                 | Kōwa                                                                                 | |                                                                                      |
| 1104                                                                                 | 長治                                                                                 | Chōji                                                                                | |                                                                                      |
| 1106                                                                                 | 嘉承                                                                                 | Kajō                                                                                 | Conosciuta anche con i nomi Kashō o Kasō; Imperatore Toba (1107–1123).                                                              |                                                                                      |
| 1108                                                                                 | 天仁                                                                                 | Tennin                                                                               | |                                                                                      |
| 1110                                                                                 | 天永                                                                                 | Ten'ei                                                                               | Conosciuta anche con il nome Ten'yō.                                                                                                |                                                                                      |
| 1113                                                                                 | 永久                                                                                 | Eikyū                                                                                | Conosciuta anche con il nome Yōkyū.                                                                                                 |                                                                                      |
| 1118                                                                                 | 元永                                                                                 | Gen'ei                                                                               | |                                                                                      |
| 1120                                                                                 | 保安                                                                                 | Hōan                                                                                 | Imperatore Sutoku (1123–1142). |                                                                                      |
| 1124                                                                                 | 天治                                                                                 | Tenji                                                                                | Conosciuta anche con il nome Tenchi.                                                                                                |                                                                                      |
| 1126                                                                                 | 大治                                                                                 | Daiji                                                                                | Conosciuta anche con il nome Taiji.                                                                                                 |                                                                                      |
| 1131                                                                                 | 天承                                                                                 | Tenshō                                                                               | Conosciuta anche con il nome Tenjō.                                                                                                 |                                                                                      |
| 1132                                                                                 | 長承                                                                                 | Chōshō                                                                               | Conosciuta anche con il nome Chōjō.                                                                                                 |                                                                                      |
| 1135                                                                                 | 保延                                                                                 | Hōen                                                                                 | |                                                                                      |
| 1141                                                                                 | 永治                                                                                 | Eiji                                                                                 | |                                                                                      |
| 1142                                                                                 | 康治                                                                                 | Kōji                                                                                 | Imperatore Konoe (1142–1155). |                                                                                      |
| 1144                                                                                 | 天養                                                                                 | Ten'yō                                                                               | Conosciuta anche con il nome Tennyō.                                                                                                |                                                                                      |
| 1145                                                                                 | 久安                                                                                 | Kyūan                                                                                | |                                                                                      |
| 1151                                                                                 | 仁平                                                                                 | Ninpei                                                                               | Conosciuta anche con i nomi Ninpyō, Ninbyō, Ninhyō o Ninhei.                                                                        |                                                                                      |
| 1154                                                                                 | 久寿                                                                                 | Kyūju                                                                                | Imperatore Go-Shirakawa (1155–1158).                                                                                                |                                                                                      |
| 1156                                                                                 | 保元                                                                                 | Hōgen                                                                                | Conosciuta anche con il nome Hogen; imperatore Nijō (1158–1165).                                                                    |                                                                                      |
| 1159                                                                                 | 平治                                                                                 | Heiji                                                                                | Conosciuta anche con il nome Byōji.                                                                                                 |                                                                                      |
| 1160                                                                                 | 永暦                                                                                 | Eiryaku                                                                              | Conosciuta anche con il nome Yōryaku.                                                                                               |                                                                                      |
| 1161                                                                                 | 応保                                                                                 | Ōhō                                                                                  | |                                                                                      |
| 1163                                                                                 | 長寛                                                                                 | Chōkan                                                                               | Conosciuta anche con il nome Chōgan.                                                                                                |                                                                                      |
| 1165                                                                                 | 永万                                                                                 | Eiman                                                                                | Conosciuta anche con il nome Yōman; imperatore Rokujō (1165–1168).                                                                  |                                                                                      |
| 1166                                                                                 | 仁安                                                                                 | Nin'an                                                                               | Conosciuta anche con il nome Ninnan; imperatore Takakura (1168–1180).                                                               |                                                                                      |
| 1169                                                                                 | 嘉応                                                                                 | Kaō                                                                                  | |                                                                                      |
| 1171                                                                                 | 承安                                                                                 | Jōan                                                                                 | Conosciuta anche con il nome Shōan.                                                                                                 |                                                                                      |
| 1175                                                                                 | 安元                                                                                 | Angen                                                                                | |                                                                                      |
| 1177                                                                                 | 治承                                                                                 | Jishō                                                                                | Conosciuta anche con i nomi Jijō o Chishō; imperatore Antoku (1180–1185).                                                           |                                                                                      |
| 1181                                                                                 | 養和                                                                                 | Yōwa                                                                                 | |                                                                                      |
| 1182                                                                                 | 寿永                                                                                 | Juei                                                                                 | Imperatore Go-Toba (1183–1198). |                                                                                      |
| 1184                                                                                 | 元暦                                                                                 | Genryaku                                                                             | |                                                                                      |
| 1185                                                                                 | 文治                                                                                 | Bunji                                                                                | Conosciuta anche con il nome Monchi.                                                                                                |                                                                                      |
| 1190                                                                                 | 建久                                                                                 | Kenkyū                                                                               | Imperatore Tsuchimikado (1198–1210).                                                                                                |                                                                                      |
| Periodo Kamakura (1192–1333)                                                         |                                                                                      |                                                                                      | |                                                                                      |
| 1199                                                                                 | 正治                                                                                 | Shōji                                                                                | |                                                                                      |
| 1201                                                                                 | 建仁                                                                                 | Kennin                                                                               | |                                                                                      |
| 1204                                                                                 | 元久                                                                                 | Genkyū                                                                               | |                                                                                      |
| 1206                                                                                 | 建永                                                                                 | Ken'ei                                                                               | Conosciuta anche con il nome Ken'yō.                                                                                                |                                                                                      |
| 1207                                                                                 | 承元                                                                                 | Jōgen                                                                                | Conosciuta anche con il nome Shōgen; imperatore Juntoku (1210–1221).                                                                |                                                                                      |
| 1211                                                                                 | 建暦                                                                                 | Kenryaku                                                                             | |                                                                                      |
| 1213                                                                                 | 建保                                                                                 | Kenpō                                                                                | Conosciuta anche con il nome Kenhō.                                                                                                 |                                                                                      |
| 1219                                                                                 | 承久                                                                                 | Jōkyū                                                                                | Conosciuta anche con il nome Shōkyū; imperatore Chūkyō (1221) e dell'imperatore Go-Horikawa (1221–1232).                            |                                                                                      |
| 1222                                                                                 | 貞応                                                                                 | Jōō                                                                                  | Conosciuta anche con il nome Teiō.                                                                                                  |                                                                                      |
| 1224                                                                                 | 元仁                                                                                 | Gennin                                                                               | |                                                                                      |
| 1225                                                                                 | 嘉禄                                                                                 | Karoku                                                                               | |                                                                                      |
| 1227                                                                                 | 安貞                                                                                 | Antei                                                                                | Conosciuta anche con il nome Anjō.                                                                                                  |                                                                                      |
| 1229                                                                                 | 寛喜                                                                                 | Kangi                                                                                | Conosciuta anche con il nome Kanki.                                                                                                 |                                                                                      |
| 1232                                                                                 | 貞永                                                                                 | Jōei                                                                                 | Conosciuta anche con il nome Teiei; imperatore Shijō (1232–1242).                                                                   |                                                                                      |
| 1233                                                                                 | 天福                                                                                 | Tenpuku                                                                              | Conosciuta anche con il nome Tenfuku.                                                                                               |                                                                                      |
| 1234                                                                                 | 文暦                                                                                 | Bunryaku                                                                             | Conosciuta anche con i nomi Monryaku o Monreki.                                                                                     |                                                                                      |
| 1235                                                                                 | 嘉禎                                                                                 | Katei                                                                                | |                                                                                      |
| 1238                                                                                 | 暦仁                                                                                 | Ryakunin                                                                             | Conosciuta anche con il nome Rekinin.                                                                                               |                                                                                      |
| 1239                                                                                 | 延応                                                                                 | En'ō                                                                                 | Conosciuta anche con il nome Ennō.                                                                                                  |                                                                                      |
| 1240                                                                                 | 仁治                                                                                 | Ninji                                                                                | Conosciuta anche con il nome Ninchi; imperatore Go-Saga (1242–1246).                                                                |                                                                                      |
| 1243                                                                                 | 寛元                                                                                 | Kangen                                                                               | Imperatore Go-Fukakusa (1246–1260).                                                                                                 |                                                                                      |
| 1247                                                                                 | 宝治                                                                                 | Hōji                                                                                 | |                                                                                      |
| 1249                                                                                 | 建長                                                                                 | Kenchō                                                                               | |                                                                                      |
| 1256                                                                                 | 康元                                                                                 | Kōgen                                                                                | Imperatore Kameyama (1260–1274). |                                                                                      |
| 1257                                                                                 | 正嘉                                                                                 | Shōka                                                                                | |                                                                                      |
| 1259                                                                                 | 正元                                                                                 | Shōgen                                                                               | |                                                                                      |
| 1260                                                                                 | 文応                                                                                 | Bun'ō                                                                                | Conosciuta anche con il nome Bunnō.                                                                                                 |                                                                                      |
| 1261                                                                                 | 弘長                                                                                 | Kōchō                                                                                | |                                                                                      |
| 1264                                                                                 | 文永                                                                                 | Bun'ei                                                                               | imperatore Go-Uda (1274–1287). |                                                                                      |
| 1275                                                                                 | 建治                                                                                 | Kenji                                                                                | |                                                                                      |
| 1278                                                                                 | 弘安                                                                                 | Kōan                                                                                 | Imperatore Fushimi (1287–1298). |                                                                                      |
| 1288                                                                                 | 正応                                                                                 | Shōō                                                                                 | |                                                                                      |
| 1293                                                                                 | 永仁                                                                                 | Einin                                                                                | Imperatore Go-Fushimi (1298–1301).                                                                                                  |                                                                                      |
| 1299                                                                                 | 正安                                                                                 | Shōan                                                                                | Imperatore Go-Nijō (1301–1308). |                                                                                      |
| 1302                                                                                 | 乾元                                                                                 | Kengen                                                                               | |                                                                                      |
| 1303                                                                                 | 嘉元                                                                                 | Kagen                                                                                | |                                                                                      |
| 1306                                                                                 | 徳治                                                                                 | Tokuji                                                                               | |                                                                                      |
| 1308                                                                                 | 延慶                                                                                 | Enkyō                                                                                | Conosciuta anche con i nomi Engyō o Enkei; imperatore Hanazono (1308–1318).                                                         |                                                                                      |
| 1311                                                                                 | 応長                                                                                 | Ōchō                                                                                 | |                                                                                      |
| 1312                                                                                 | 正和                                                                                 | Shōwa                                                                                | |                                                                                      |
| 1317                                                                                 | 文保                                                                                 | Bunpō                                                                                | Conosciuta anche con il nome Bunhō; imperatore Go-Daigo (1318–1339).                                                                |                                                                                      |
| 1319                                                                                 | 元応                                                                                 | Gen'ō                                                                                | Conosciuta anche con il nome Gennō.                                                                                                 |                                                                                      |
| 1321                                                                                 | 元亨                                                                                 | Genkō                                                                                | |                                                                                      |
| 1324                                                                                 | 正中                                                                                 | Shōchū                                                                               | |                                                                                      |
| 1326                                                                                 | 嘉暦                                                                                 | Karyaku                                                                              | |                                                                                      |
| 1329                                                                                 | 元徳                                                                                 | Gentoku                                                                              | |                                                                                      |
| 1331                                                                                 | 元弘                                                                                 | Genkō                                                                                | |                                                                                      |
| Periodo Nanboku-chō (1334–1392)                                                      |                                                                                      |                                                                                      | |                                                                                      |
| Corte del Sud                                                                        |                                                                                      |                                                                                      | |                                                                                      |
| 1334                                                                                 | 建武                                                                                 | Kemmu                                                                                | Conosciuta anche con il nome Kenbu.                                                                                                 |                                                                                      |
| 1336                                                                                 | 延元                                                                                 | Engen                                                                                | |                                                                                      |
| 1340                                                                                 | 興国                                                                                 | Kōkoku                                                                               | |                                                                                      |
| 1346                                                                                 | 正平                                                                                 | Shōhei                                                                               | |                                                                                      |
| 1370                                                                                 | 建徳                                                                                 | Kentoku                                                                              | |                                                                                      |
| 1372                                                                                 | 文中                                                                                 | Bunchū                                                                               | |                                                                                      |
| 1375                                                                                 | 天授                                                                                 | Tenju                                                                                | |                                                                                      |
| 1381                                                                                 | 弘和                                                                                 | Kōwa                                                                                 | |                                                                                      |
| 1384                                                                                 | 元中                                                                                 | Genchū                                                                               | Il 9º anno dell'era Genchū divenne il 3º dell'era Meitoku durante il processo di riunificazione che seguì il periodo Nanboku-chō.   |                                                                                      |
| Corte del Nord                                                                       |                                                                                      |                                                                                      | |                                                                                      |
| 1332                                                                                 | 正慶                                                                                 | Shōkei                                                                               | Conosciuta anche con il nome Shōkyō.                                                                                                |                                                                                      |
| 1334                                                                                 | 建武                                                                                 | Kemmu                                                                                | Conosciuta anche con il nome Kenbu.                                                                                                 |                                                                                      |
| 1338                                                                                 | 暦応                                                                                 | Ryakuō                                                                               | Conosciuta anche con il nome Rekiō.                                                                                                 |                                                                                      |
| 1342                                                                                 | 康永                                                                                 | Kōei                                                                                 | |                                                                                      |
| 1345                                                                                 | 貞和                                                                                 | Jōwa                                                                                 | Conosciuta anche con il nome Teiwa.                                                                                                 |                                                                                      |
| 1350                                                                                 | 観応                                                                                 | Kannō                                                                                | Conosciuta anche con il nome Kan'ō.                                                                                                 |                                                                                      |
| 1352                                                                                 | 文和                                                                                 | Bunna                                                                                | Conosciuta anche con il nome Bunwa.                                                                                                 |                                                                                      |
| 1356                                                                                 | 延文                                                                                 | Enbun                                                                                | |                                                                                      |
| 1361                                                                                 | 康安                                                                                 | Kōan                                                                                 | |                                                                                      |
| 1362                                                                                 | 貞治                                                                                 | Jōji                                                                                 | Conosciuta anche con il nome Teiji.                                                                                                 |                                                                                      |
| 1368                                                                                 | 応安                                                                                 | Ōan                                                                                  | |                                                                                      |
| 1375                                                                                 | 永和                                                                                 | Eiwa                                                                                 | |                                                                                      |
| 1379                                                                                 | 康暦                                                                                 | Kōryaku                                                                              | |                                                                                      |
| 1381                                                                                 | 永徳                                                                                 | Eitoku                                                                               | |                                                                                      |
| 1384                                                                                 | 至徳                                                                                 | Shitoku                                                                              | |                                                                                      |
| 1387                                                                                 | 嘉慶                                                                                 | Kakei                                                                                | Conosciuta anche con il nome Kakyō.                                                                                                 |                                                                                      |
| 1389                                                                                 | 康応                                                                                 | Kōō                                                                                  | |                                                                                      |
| 1390                                                                                 | 明徳                                                                                 | Meitoku                                                                              | Il 3º anno dell'era Meitoku rimpiazzò il 9º dell'era Genchū durante il processo di riunificazione che seguì il periodo Nanboku-chō. |                                                                                      |
| Periodo Muromachi (1392–1573)                                                        |                                                                                      |                                                                                      | |                                                                                      |
| 1394                                                                                 | 応永                                                                                 | Ōei                                                                                  | Imperatore Shōkō (1412–1428). |                                                                                      |
| 1428                                                                                 | 正長                                                                                 | Shōchō                                                                               | Imperatore Go-Hanazono (1428–1464).                                                                                                 |                                                                                      |
| 1429                                                                                 | 永享                                                                                 | Eikyō                                                                                | Conosciuta anche con il nome Eikō.                                                                                                  |                                                                                      |
| 1441                                                                                 | 嘉吉                                                                                 | Kakitsu                                                                              | Conosciuta anche con il nome Kakichi.                                                                                               |                                                                                      |
| 1444                                                                                 | 文安                                                                                 | Bun'an                                                                               | Conosciuta anche con il nome Bunnan.                                                                                                |                                                                                      |
| 1449                                                                                 | 宝徳                                                                                 | Hōtoku                                                                               | |                                                                                      |
| 1452                                                                                 | 享徳                                                                                 | Kyōtoku                                                                              | |                                                                                      |
| 1455                                                                                 | 康正                                                                                 | Kōshō                                                                                | |                                                                                      |
| 1457                                                                                 | 長禄                                                                                 | Chōroku                                                                              | |                                                                                      |
| 1460                                                                                 | 寛正                                                                                 | Kanshō                                                                               | Imperatore Go-Tsuchimikado (1464–1500).                                                                                             |                                                                                      |
| 1466                                                                                 | 文正                                                                                 | Bunshō                                                                               | Conosciuta anche con il nome Monshō.                                                                                                |                                                                                      |
| 1467                                                                                 | 応仁                                                                                 | Ōnin                                                                                 | |                                                                                      |
| 1469                                                                                 | 文明                                                                                 | Bunmei                                                                               | |                                                                                      |
| 1487                                                                                 | 長享                                                                                 | Chōkyō                                                                               | |                                                                                      |
| 1489                                                                                 | 延徳                                                                                 | Entoku                                                                               | |                                                                                      |
| 1492                                                                                 | 明応                                                                                 | Meiō                                                                                 | Imperatore Go-Kashiwabara (1500–1526).                                                                                              |                                                                                      |
| 1501                                                                                 | 文亀                                                                                 | Bunki                                                                                | |                                                                                      |
| 1504                                                                                 | 永正                                                                                 | Eishō                                                                                | |                                                                                      |
| 1521                                                                                 | 大永                                                                                 | Daiei                                                                                | Imperatore Go-Nara (1526–1557). |                                                                                      |
| 1528                                                                                 | 享禄                                                                                 | Kyōroku                                                                              | |                                                                                      |
| 1532                                                                                 | 天文                                                                                 | Tenbun                                                                               | Conosciuta anche con il nome Tenmon.                                                                                                |                                                                                      |
| 1555                                                                                 | 弘治                                                                                 | Kōji                                                                                 | Imperatore Ōgimachi (1557–1586). |                                                                                      |
| 1558                                                                                 | 永禄                                                                                 | Eiroku                                                                               | |                                                                                      |
| 1570                                                                                 | 元亀                                                                                 | Genki                                                                                | |                                                                                      |
| Periodo Azuchi-Momoyama (1573–1603)                                                  |                                                                                      |                                                                                      | |                                                                                      |
| 1573                                                                                 | 天正                                                                                 | Tenshō                                                                               | Imperatore Go-Yōzei (1586–1611). |                                                                                      |
| 1592                                                                                 | 文禄                                                                                 | Bunroku                                                                              | |                                                                                      |
| 1596                                                                                 | 慶長                                                                                 | Keichō                                                                               | Conosciuta anche con il nome Kyōchō; imperatore Go-Mizunoo (1611–1629).                                                             |                                                                                      |
| Periodo Edo (1603–1867)                                                              |                                                                                      |                                                                                      | |                                                                                      |
| 1615                                                                                 | 元和                                                                                 | Genna                                                                                | Conosciuta anche con il nome Genwa.                                                                                                 |                                                                                      |
| 1624                                                                                 | 寛永                                                                                 | Kan'ei                                                                               | Imperatrice Meishō (1629–1643) e imperatore Go-Kōmyō (1643–1654).                                                                   |                                                                                      |
| 1644                                                                                 | 正保                                                                                 | Shōhō                                                                                | |                                                                                      |
| 1648                                                                                 | 慶安                                                                                 | Keian                                                                                | Conosciuta anche con il nome Kyōan.                                                                                                 |                                                                                      |
| 1652                                                                                 | 承応                                                                                 | Jōō                                                                                  | Conosciuta anche con il nome Shōō; imperatore Go-Sai (1655–1663).                                                                   |                                                                                      |
| 1655                                                                                 | 明暦                                                                                 | Meireki                                                                              | Conosciuta anche con il nome Myōryaku o Meiryaku.                                                                                   |                                                                                      |
| 1658                                                                                 | 万治                                                                                 | Manji                                                                                | |                                                                                      |
| 1661                                                                                 | 寛文                                                                                 | Kanbun                                                                               | Imperatore Reigen (1663–1687). |                                                                                      |
| 1673                                                                                 | 延宝                                                                                 | Enpō                                                                                 | Conosciuta anche con il nome Enhō.                                                                                                  |                                                                                      |
| 1681                                                                                 | 天和                                                                                 | Tenna                                                                                | Conosciuta anche con il nome Tenwa.                                                                                                 |                                                                                      |
| 1684                                                                                 | 貞享                                                                                 | Jōkyō                                                                                | Imperatore Higashiyama (1687–1709).                                                                                                 |                                                                                      |
| 1688                                                                                 | 元禄                                                                                 | Genroku                                                                              | |                                                                                      |
| 1704                                                                                 | 宝永                                                                                 | Hōei                                                                                 | Imperatore Nakamikado (1709–1735).                                                                                                  |                                                                                      |
| 1711                                                                                 | 正徳                                                                                 | Shōtoku                                                                              | |                                                                                      |
| 1716                                                                                 | 享保                                                                                 | Kyōhō                                                                                | Imperatore Sakuramachi (1735–1747).                                                                                                 |                                                                                      |
| 1736                                                                                 | 元文                                                                                 | Genbun                                                                               | |                                                                                      |
| 1741                                                                                 | 寛保                                                                                 | Kanpō                                                                                | Conosciuta anche con il nome Kanhō.                                                                                                 |                                                                                      |
| 1744                                                                                 | 延享                                                                                 | Enkyō                                                                                | Imperatore Momozono (1747–1762). |                                                                                      |
| 1748                                                                                 | 寛延                                                                                 | Kan'en                                                                               | |                                                                                      |
| 1751                                                                                 | 宝暦                                                                                 | Hōreki                                                                               | Conosciuta anche con il nome Hōryaku; imperatrice Go-Sakuramachi (1762–1771).                                                       |                                                                                      |
| 1764                                                                                 | 明和                                                                                 | Meiwa                                                                                | Imperatore Go-Momozono (1771–1779).                                                                                                 |                                                                                      |
| 1772                                                                                 | 安永                                                                                 | An'ei                                                                                | Imperatore Kōkaku (1780–1817). |                                                                                      |
| 1781                                                                                 | 天明                                                                                 | Tenmei                                                                               | |                                                                                      |
| 1789                                                                                 | 寛政                                                                                 | Kansei                                                                               | |                                                                                      |
| 1801                                                                                 | 享和                                                                                 | Kyōwa                                                                                | |                                                                                      |
| 1804                                                                                 | 文化                                                                                 | Bunka                                                                                | Imperatore Ninkō (1817–1846). |                                                                                      |
| 1818                                                                                 | 文政                                                                                 | Bunsei                                                                               | |                                                                                      |
| 1830                                                                                 | 天保                                                                                 | Tenpō                                                                                | Conosciuta anche con il nome Tenhō.                                                                                                 |                                                                                      |
| 1844                                                                                 | 弘化                                                                                 | Kōka                                                                                 | Imperatore Kōmei (1846–1867). |                                                                                      |
| 1848                                                                                 | 嘉永                                                                                 | Kaei                                                                                 | |                                                                                      |
| 1854                                                                                 | 安政                                                                                 | Ansei                                                                                | |                                                                                      |
| 1860                                                                                 | 万延                                                                                 | Man'en                                                                               | |                                                                                      |
| 1861                                                                                 | 文久                                                                                 | Bunkyū                                                                               | |                                                                                      |
| 1864                                                                                 | 元治                                                                                 | Genji                                                                                | |                                                                                      |
| 1865                                                                                 | 慶応                                                                                 | Keiō                                                                                 | |                                                                                      |
| Età moderna (1868–presente)                                                          |                                                                                      |                                                                                      | |                                                                                      |
| 1868                                                                                 | 明治                                                                                 | Meiji                                                                                | Imperatore Meiji (1868–1912). |                                                                                      |
| 1912                                                                                 | 大正                                                                                 | Taishō                                                                               | Imperatore Taishō (1912–1926). |                                                                                      |
| 1926                                                                                 | 昭和                                                                                 | Shōwa                                                                                | Imperatore Shōwa (1926–1989). |                                                                                      |
| 1989                                                                                 | 平成                                                                                 | Heisei                                                                               | Imperatore Emerito Heisei, Akihito (1989–2019). Periodo conclusosi con l'abdicazione.                                               |                                                                                      |
| 2019                                                                                 | 令和                                                                                 | Reiwa                                                                                | Imperatore Naruhito (dal 1º maggio 2019).                                                                                           |                                                                                      |